# 狄寶娜·摩亞
狄寶娜·摩亞（英語：Deborah Moore，1962年9月21日—） 愛爾蘭裔加拿大人，有 一半華人血統。 在新加坡出生，1981年度香港小姐競選季軍，為八十年代香港雙語節目主持及無綫電視藝員，現為加拿大新時代傳媒集團藝員。
她是一名中外混血兒，母親是華人，父親是愛爾蘭人。她目前已入籍加拿大，並長居於温哥華。很多人被她的中文名字誤導，以為她姓「狄」，並多次誤稱她為「狄小姐」；她已多次澄清她的姓氏是來自英國的摩亞（Moore），名字則是狄寶娜（Deborah）。

## 特徵
如同不少中、英混血兒一樣，她繼承了母親的嬌小身形和膚質，但保留了父親的西方人面貌和身材。雖然狄寶娜摩亞講得一口流利粵語及英式英語，但是她連同許多其他混血兒及從外國回港的藝員一樣，不能閱讀漢字。

## 早期生活
狄寶娜摩亞曾在香港度過青年時代，在加入娛樂圈之前，她曾是國泰航空的地勤人員。

## 參加選美並加入演藝圈
1981年，狄寶娜摩亞參加了香港小姐競選，最初只得到“青春小姐”的名銜，並未能進入三甲，但由於原冠軍羅佩芝因虛報年齡而被取消資格，最後由當屆原亞軍勞錦嫦替代，而原季軍錢慧儀也替補為亞軍，原青春小姐狄寶娜摩亞即躍升成為當屆季軍，而青春小姐則由陳敏華替代。
此後，即獲無綫電視簽約，擔任該電視台英文台明珠台的節目主持，多於明珠台與已故藝人關朝聰搭檔主持節目，；除此之外，她亦有在粵語的翡翠台主持新聞後的《明珠轉播站》，介紹當日明珠台的精彩節目。她有時也有參演一些粵語劇集，例如在《鹿鼎記》飾演彼得大帝的姊姊蘇菲亞。

## 移民加國
1993年，狄寶娜摩亞淡出香港演藝圈，並移民至加拿大温哥華，曾在當地與前無綫電視藝人周秀蘭合資經營一家素食館，後來已轉售。
1997年，狄寶娜摩亞加入新時代集團旗下的温哥華加拿大中文電台至今。2010年9月，她兼任新時代電視主持至今。

## 曾参演電視劇 / 電影

### 無綫電視
- 1982年--《香港八二》--客串飾演陳積的前女友Kitty—合作演員：顏國樑、黃新、梁葆貞、羅君左等。
- 1984年--《鹿鼎記》--飾演羅剎國蘇菲亞公主—合作演員：梁朝偉、周秀蘭
- 1987年--《大班密令之死亡之旅》飾演 潔絲—合作演員：石修、陳秀珠

### 香港電台
- 1982年：《好時光：凌修女》(上)(下) （页面存档备份，存于） 飾演凌修女
- 1990年：《柏林週記：食物》 飾演Miss.Chan
- 1991年：《柏林週記：唔駛怕 / 最好的禮物》 飾演Miss.Chan
- 1993年：《柏林週記：風仔做乜唔開心》 飾演Miss.Chan

### 電影
- 1984年：《黐鬼線》
- 1984年：《失婚老豆》

## 曾主持節目

### 無綫電視
- 1982年--《K-100》--主持，與葉特生、符鈺晶合作

### 温哥華加拿大中文電台FM96.1
- 1997年至2004年--《Deborah摩登夜》

## 目前主持節目

### 温哥華加拿大中文電台AM1470
- 2004年至今--《摩登狄寶娜》

### 新時代電視
- 2010年至今--《摩登生活狄寶娜》

## 著作[1]
- 《簡易英語會話(書連光碟)》
- 1992年：《狄寶娜摩亞簡易英語會話(書連光碟)》
- 1993年：《上班一族英語通(書連4CD)》

## 外部連結
- 狄寶娜·摩亞的Facebook專頁
- 狄寶娜·摩亞的Instagram帳戶
- 香港小姐：1981年度季軍：狄寶娜摩亞
- 加拿大中文電台狄寶娜摩亞介紹 （页面存档备份，存于）
- 電視節目摩登生活狄寶娜各集
- 狄寶娜·摩亞在豆瓣上的资料（简体中文）

| 前任： 黃靜 | 香港小姐競選季軍 1981年 | 繼任： 寇鴻萍 |